# Lago Gerzensee
O Lago Gerzensee É um lago localizado no Cantão de Berna, Suíça. A sua superfície é de 0,25 km². 